# Thamnophis cyrtopsis
Thamnophis cyrtopsis är en ormart som beskrevs av Kennicott 1860. Thamnophis cyrtopsis ingår i släktet strumpebandssnokar, och familjen snokar.
Denna orm förekommer i USA i delstaterna Colorado, Utah, Arizona, New Mexico och Texas, i nästan hela Mexiko och med glest fördelade populationer i Guatemala. Arten lever i låglandet och i bergstrakter upp till 2800 meter över havet. Habitatet varierar mellan halvöknar, gräsmarker, buskskogar, torra blandskogar och molnskogar. Individerna vistas vanlig intill vattenansamlingar men ibland utför de vandringar. Äggen kläcks inuti honans kropp så att levande ungar föds.
Beståndet hotas regionalt av landskapsförändringar. Några exemplar fångas och hölls som terrariedjur. Hela populationen anses vara stabil. IUCN kategoriserar arten globalt som livskraftig.

## Underarter
Arten delas in i följande underarter:
- T. c. cyrtopsis
- T. c. ocellatus
- T. c. collaris
- T. c. postremus
- T. c. pulchrilatus